# Pfarrhaus Frankenhofen (Kaltental)

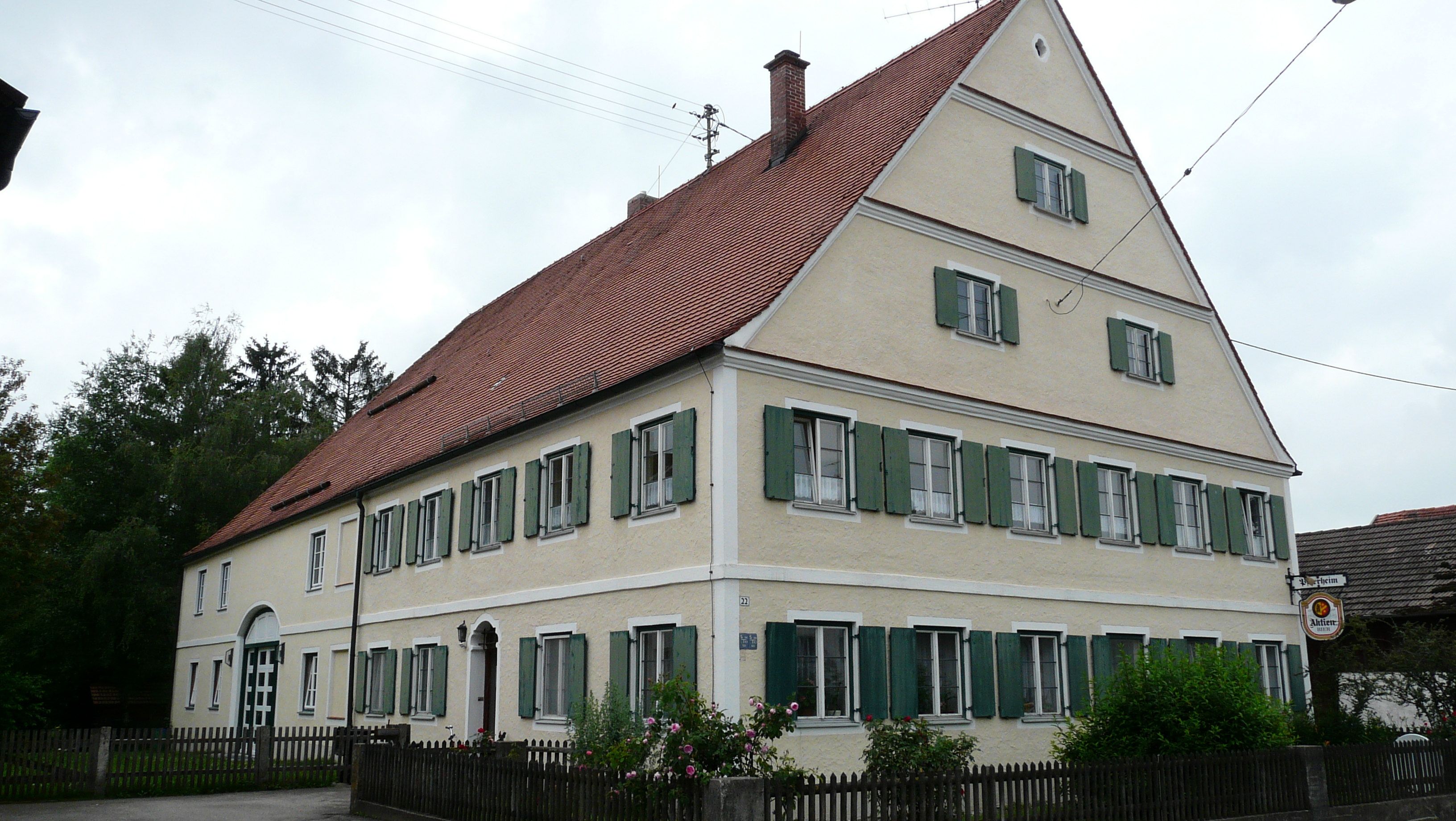
Ehemaliges Pfarrhaus in Frankenhofen

Das Pfarrhaus in Frankenhofen, einem Gemeindeteil von Kaltental im Landkreis Ostallgäu im bayerischen Regierungsbezirk Schwaben, wurde 1803/04 errichtet. Das ehemalige Pfarrhaus an der Hauptstraße 22, westlich der katholischen Pfarrkirche St. Lorenz und Agatha, ist ein geschütztes Baudenkmal.
Der zweigeschossige Satteldachbau mit Putzbandgliederung besitzt sechs zu fünf Fensterachsen. 
Die Ökonomie befindet sich unter einem Dach im hinteren Gebäudeteil.